# Kristen Nygaard (voetballer)
Kristen Nygaard Kristensen (Sunds, 9 september 1949) is een voormalig Deens voetballer en coach. Hij speelde voornamelijk als (aanvallende) middenvelder.

## Loopbaan
Hij werd in 1972 als speler van het Deense olympisch elftal gescout door Cor van der Hart, die toen trainer was van AZ'67. In december 1972 verkaste hij van het Deense Fuglebakken Århus naar AZ. Nygaard speelde in tien seizoenen in Alkmaar 363 wedstrijden. Daarin maakte hij 104 goals en gaf hij diverse voorzetten op maat aan spelers als Kees Kist en Pier Tol. Vanaf seizoen 1974/75 eindigde AZ'67 acht achtereenvolgende seizoenen in de top 5 van de Eredivisie, met als beste prestatie het landskampioenschap in seizoen 1980/81. De ploeg won in deze periode driemaal de KNVB Beker. In de UEFA Cup 1980/81 haalde Nygaard met AZ de finale, waarin het in twee wedstrijden verloor van Ipswich Town FC.
Nygaard bleef in Alkmaar tot de zomer van 1982 en vertrok naar tweededivisieclub Nîmes Olympique in Frankrijk, waar hij een tweejarig contract tekende. Via een beslissingswedstrijd tegen Tours FC werd in 1983 promotie naar de hoogste Division 1 afgedwongen. Een jaar later degradeerde Nîmes. In januari 1986 beëindigde hij zijn actieve voetballoopbaan en volgde hij per direct de ontslagen Marcel Domingo op als trainer van Nîmes. Nadat zijn contract niet verlengd werd, vertrok hij aan het einde van het seizoen 1986/87 bij de Zuid-Franse club. Hij tekende vervolgens een eenjarig contract als speler/trainer/technisch directeur bij de Franse vierdeklasser ES Gallia Club d'Uzès. Naast zijn trainersloopbaan ambieerde hij een loopbaan als golfprof.
In 1994 raakte Nygaard gewond bij een verkeersongeval. Hij lag acht weken in coma en heeft sindsdien gezondheidsproblemen. Door een tekortschietende verzekering en slepende processen raakte hij in geldnood. In 1996 organiseerde AZ een benefietwedstrijd voor hem in de Alkmaarderhout, waar hij zelf bij aanwezig was. Het fancentrum in het AFAS Stadion is naar Nygaard genoemd.